# Chloridolum collare
Chloridolum collare là một loài bọ cánh cứng trong họ Cerambycidae.